# Långvattenstjärnen
Långvattenstjärnen är en sjö i Örnsköldsviks kommun i Ångermanland och ingår i Gideälvens huvudavrinningsområde. Sjöns area är 0,03 kvadratkilometer och den befinner sig 251 meter över havet.